# Mushīr
Mushīr (arabo مشير) è un termine arabo che significa "consigliere" o "consulente", è relazionato alla parola Shura, che significa consultazione o "chiedere aiuto".
Come titolo ufficiale, storicamente indica un consulente per un leader, in questo uso è comparabile al termine europeo di "consigliere statale" e "consiglio di stato".
In un contesto militare, il mushir diviene associato all'idea di un consigliere personale o consulente in materia militare, e in questo caso diventa il rango più elevato nei paesi arabi e nell'Impero ottomano, e usato come rango più elevato nella maggior parte delle forze armate del Medio Oriente e del Nordafrica, per gli eserciti, le marine e le forze aeree è equivalente ai ranghi di Feldmaresciallo e Ammiraglio della flotta.

## Turchia
Nell'Impero ottomano dopo l'abolizione del corpo dei giannizzeri da parte del sultano Mahmud II nel 1826 il titolo di Müşir (turco ottomano: مشير) venne trasformato in grado militare e anche nei primi anni della Repubblica di Turchia Müşir era il più alto grado militare equivalente al grado di Maresciallo.
Ad essere insignito del titolo di Müşir è stato anche il barone tedesco Colmar von der Goltz inviato in Turchia dal governo tedesco, quando in seguito alla sconfitta nella guerra con la Russia del 1877-1888 il Sultano ottomano Abdul-Hamid II chiese alla Germania di aiutare l'Impero ottomano a riorganizzare il proprio esercito per resistere all'avanzata russa e Il barone von der Goltz venne quindi inviato in Turchia per provvedere a questo scopo, trascorrendo in Turchia dodici anni della sua vita ottenendo dal governo turco prima il titolo di pascià e nel 1895, poco prima di fare ritorno in Germania il titolo di Müşir.
Dopo la prima guerra mondiale nel corso della guerra d'indipendenza turca, la Grande Assemblea Nazionale Turca conferì il titolo di Müşir il 19 settembre 1921 a Mustafa Kemal e il 31 agosto 1922 a Fevzi Çakmak i due soli generali nella storia della Repubblica Turca ad essere stati insigniti di questo titolo, che venne poi abolito con Legge N° 2590 del 26 novembre 1934 e sostituito con il grado di Mareşal, che può essere concesso solo ad un generale che abbia condotto vittoriosamente in battaglia una armata in almeno tre battaglie e pertanto Fevzi Çakmak è stato l'ultimo generale a cui è stato concesso questo titolo.
Nell'Impero ottomano i comandanti generali della marina turca  avevano il titolo di Kapudan-i Derya, carica abolita il 13 marzo 1867, anno di fondazione del Ministero della Flotta Ottomana. Da quel momento, fino alla successiva ristrutturazione nel 1877, i comandanti in capo della flotta turca furono solo ministri,  (al singolare bahriye nazırı), posto poi ricreato col titolo di donanma komutanı, cioè di "comandante della flotta". Nell'attuale Marina turca il titolo equivalente a Mareşal  è di Büyükamiral, che letteralmente significa "grande ammiraglio" e viene conferito unicamente dall'Assemblea Nazionale e concesso solo ad un ammiraglio che abbia guidato con successo la vittoria di una grande flotta alla fine di una guerra. Il titolo non è stato mai concesso dopo la proclamazione della Repubblica.

## Egitto

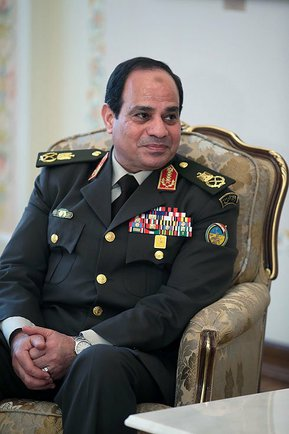
Il Presidente egiziano al-Sīsī

Nelle forze armate egiziane Mushīr è il più alto grado dell'esercito, omologo del Feldmaresciallo di altri paesi. Tale grado è stato raggiunto dall'attuale Presidente Al-Sisi, dal suo predecessore Moḥammed Ḥoseyn Ṭanṭāwī, mentre l'ex presidente Mubārak proveniente dall'Aeronautica aveva raggiunto il grado di maresciallo dell'aria.
Il titolo di Mushīr risale all'epoca della dominazione ottomana, durante la quale vennero insigniti con il titolo di Mushīr il Wālī 'Abbās I e il Chedivè Ibrāhīm Pascià. Successivamente durante il Chedivato d'Egitto ad essere insignito del titolo di  Mushīr fu il generale inglese Horatio Herbert Kitchener, Sirdar dell'esercito egiziano. Dopo la fine della dominazione ottomana dell'Egitto nel corso del primo conflitto mondiale e la costituzione del sultanato d'Egitto, un protettorato imposto dal Regno Unito all'Egitto tra il 1914 e il 1922, il titolo di Mushīr venne conferito al sultano Husayn Kāmil.
Ottenuta l'indipendenza nel 1922 e la costituzione del Regno d'Egitto durante la monarchia il titolo di Mushīr venne conferito al Re Fu'ad I e ai suoi successori Faruq e Fuʾād II.
Dopo la fine della monarchia e la proclamazione della Repubblica ad essere insigniti del titolo di Mushīr sono stati solamente dei militari. Oltre ai Presidenti Al-Sisi e Ṭanṭāwī, entrambi generali dell'esercito, ad essere insigniti del titolo di Mushīr sono stati i generali:
- ʿAbd al-Ḥakīm ʿĀmir
- Ahmad Isma'il 'Ali
- Abd al-Ghani al-Gamassi
- Ahmed Badawy
- Mohammed Aly Fahmy
- Abd al-Halim Abu Ghazala

Nell'attuale esercito egiziano il grado immediatamente inferiore è Farīq 'awwāl (in arabo فريق أول‎?) traducibile come colonnello generale.

## Iraq

Saddam Hussein in uniforme

In Iraq durante il regime Ba'thista di Saddam Hussein la Marina Irachena aveva il grado di ammiraglio della flotta denominato Mushīr, che era il grado più alto ma che raramente venne conferito. Le insegne per paramano erano uguali a quelle dell'ammiraglio della flotta della Royal Navy.
Nelle forze armate irachene il grado equivalente era "Muhib", massimo grado sia nell'esercito sia nell'aeronautica irachena.
Saddam Hussein in qualità di comandante in capo delle forze armate aveva il titolo onorario di "Primo maresciallo" (in arabo مهيب ركن‎?; translitterato: muhib 'awwal) dell'esercito iracheno, e l'uniforme che indossava tipicamente era quella di "muhib 'awwal". Saddam Hussein fu il solo "Muhib" dell'esercito iracheno, mentre il ministro della difesa e il capo di stato maggiore avevano il grado di "colonnello generale" (in arabo فريق اول ركن‎?; translitterato: "Fariq 'awwal rukun"). Saddam Hussein non aveva mai fatto parte dell'esercito, ma ne esercitava il comando in quanto capo dello stato. alla caduta del regime di Saddam Hussein in seguito all'invasione dell'Iraq del 2003 i gradi di "Mushīr" e "Muhib" sono caduti in disuso nelle nuove forze armate irachene.

## Arabia Saudita
In Arabia Saudita il titolo di Mushīr è riservato generalmente ai membri della famiglia reale ed è equivalente al grado di "Primo maresciallo".